# Svarttjärnen (Hällesjö socken, Jämtland, 697035-150358)
Svarttjärnen är en sjö i Bräcke kommun i Jämtland och ingår i Ljungans huvudavrinningsområde.